# オクタビオ・パス
オクタビオ・パス（スペイン語: Octavio Paz, 1914年3月31日 - 1998年4月19日）は、メキシコの詩人・批評家・外交官。

## 経歴
メキシコシティ出身。進歩的文化人だった祖父の影響で文学的関心を深め、19歳で処女詩集『野生の月』を発表している。1937年、内戦下のスペインで開かれた反ファシスト作家会議に参加。翌年に帰国してからは、新世代を代表する作家として精力的な執筆活動を開始する。1944年にアメリカに留学、翌年にはパリに渡る（この時、バンジャマン・ペレを介してアンドレ・ブルトンらのシュルレアリストの知遇を得る）。
1946年には外交官になり、ヨーロッパ各国を転々としながら『弓と竪琴』『孤独の迷宮』などを執筆する。
戦後七年目ごろ（1952年）には若い駐日代理大使として来日し、日本に強い関心を抱いた。パスは、日本人・外交官林屋永吉（のちスペイン大使）と共に松尾芭蕉『おくのほそ道』のスペイン語訳を行い、1957年にスペイン語版を刊行した。
六十年代には駐インド大使としてインドに赴き、そこでの体験は『大いなる文法学者の猿』（1972年刊）に作品化した。
メキシコシティオリンピック（1968年）直前に起こった反体制デモに対する政府の弾圧に抗議してインド大使の職を辞し、その後はケンブリッジ大学やテキサス大学、ハーバード大学などで教鞭を採りながら執筆活動を展開した。
ノーベル文学賞ほか多くの賞を受賞し、自身の主宰する雑誌「ブエルタ」(es)も、1993年にアストゥリアス皇太子賞コミュニケーション及びヒューマニズム部門を受賞した。

## 人物
- 外交官でもあり交友範囲は広く、パリ在住の画家菅井汲とも付き合いがあった。
- 作家論に、阿波弓夫『オクタビオ・パス　迷路と帰還』（文化科学高等研究院出版局、2015年、メキシコ在住の研究者）

## 主な著作
- 『鷲か太陽か？』（¿Águila o sol?, 1951年）
  - 野谷文昭訳、書肆山田、2002.10／新版・岩波文庫、2024.1
- 『弓と竪琴』（El arco y la lira, 1956年）
  - 牛島信明訳、国書刊行会、1990.10／新版・ちくま学芸文庫、岩波文庫
- 『太陽の石』（Piedra de sol, 1957年）
  - 文化科学高等研究院出版局、2014。阿波弓夫、伊藤昌輝、三好勝監訳、田村徳章、松山彦蔵、後藤丞希訳
- 『孤独の迷宮』（El laberinto de la soledad, 1960年）
  - 吉田秀太郎訳、新世界社、1979.2.
  - 高山智博・熊谷明子訳、法政大学出版局（叢書・ウニベルシタス）、1982.10.
- 『クロード・レヴィ＝ストロース』（Claude Levi-Strauss o el nuevo festín de Esopo, 1967年）
  - 『クロード・レヴィ=ストロース あるいはアイソーポスの新たな饗宴』鼓直・木村栄一訳、法政大学出版局（叢書・ウニベルシタス）、1988.3.
  - 『レヴィ=ストロース、光と翳』今防人訳、新曜社、1988.2.
- 『マルセル・デュシャン論』（Marcel Duchamp o el castillo de la Pureza, 1968年）
  - 宮川淳・柳瀬尚紀訳 、書肆風の薔薇、1991.1.
- 『大いなる文法学者の猿』（El mono gramático, 1974年）
  - 清水憲男訳、新潮社、1977.5.
- 『泥の子供たち ― ロマン主義からアヴァンギャルドへ』(Los hijos del limo, 1974年）
  - 竹村文彦訳、水声社（アンデスの風叢書）、1994.4.
- 『ソル・フアナ＝イネス・デ・ラ・クルスの生涯』（Sor Juana Inés de la Cruz o las trampas de la fe, 1982年）
  - 林美智代訳、土曜美術社出版販売、2006.7.
- 『くもり空』（Tiempo nublado, 1983年）
  - 井上義一・飯島みどり訳、現代企画室、ラテンアメリカ文学選集 1991.9.
- 『大いなる日々の小さな年代記』（Pequeña crónica de grandes días, 1990年）
  - 曽根尚子訳、文化科学高等研究院出版局、1993.3.
- 『エロスの彼方の世界 ― サド侯爵』（Un más allá erótico, 1993年）
  - 西村英一郎訳、土曜美術社出版販売、1997.7.
- 『二重の炎 ― 愛とエロティシズム』（La llama doble, 1993年）
  - 井上義一・木村榮一訳 岩波書店、1997.9.
- 『インドの薄明』（Vislumbres de la India, 1995年）
  - 真辺博章訳、土曜美術社出版販売、2000.12.
- 『オクタビオ・パス詩集』真辺博章編訳、土曜美術社出版販売、1997.1. 世界現代詩文庫
- 『続 オクタビオ・パス詩集』真辺博章訳、土曜美術社出版販売、1998.9. 世界現代詩文庫
- 『三極の星 ― アンドレ・ブルトンとシュルレアリスム』鼓宗訳、青土社、1998.4.
- 『もうひとつの声 ― 詩と世紀末』木村榮一訳、岩波書店、2007.5.